# Falzer Kopf
Der Falzer Kopf (auch Falzerkopf) ist ein 1968 m ü. A. hoher Berg in den Allgäuer Alpen im österreichischen Bundesland Vorarlberg.

## Lage und Umgebung
Der in der Untergruppe 	Nordwestliche Walsertaler Berge gelegene Berg erhebt sich aus dem Bergkamm, der vom Diedamskopf (2090 m) nach Südosten zum Grünhorn (2039 m) zieht. Der direkte Bergnachbar im Nordwesten ist der Diedamskopf, von dem der Falzer Kopf durch den Diedsattel (1800 m) getrennt ist. Im Osten verläuft der Grat über das Neuhornbachjoch (1845 m) zum Kreuzmandl (1974 m). Im Norden befindet sich eine kleine Hochebene, in der sich die Quellbäche der Subersach vereinigen. Nach Südwesten fallen die Flanken ins Tal der Bregenzer Ach und damit in den Bregenzerwald ab.
Die Gemarkung, auf der sich der Falzer Kopf befindet ist Schoppernau (852 m), das am Fuße der Südwestflanke liegt. Über den Berg verläuft auch die Grenze zum nördlich gelegenen Gemeindegebiet von Bezau.

## Besteigung
Stützpunkt für eine Besteigung des Falzer Kopfs ist das Neuhornbachhaus (1650 m), das auf dem Südostrücken des Berges liegt. Daneben finden sich in der Umgebung auch die Schwarzwasserhütte (1620 m) und die Seilbahn auf den Diedamskopf.

### Sommer
Der Normalweg vom Neuhornbachhaus geht über das Neuhornbachjoch und den Ostgrat zum höchsten Punkt. Das Neuhornbachjoch lässt sich auch von der Schwarzwasserhütte, dem Vorsäß Schönenbach und Schoppernau aus erreichen. Eine weitere Besteigungsmöglichkeit führt auf verschiedenen Wanderwegen aus dem Liftgebiet am Diedamskopf an die Westflanke und von dort auf die Westschulter mit Gipfelkreuz, genannt „Kreuzle“. Das letzte Stück zum Gipfel verläuft auf einem Weg am grasigen Westgrat. Eine weitere Variante ist die Begehung des Nordnordwestgrates auf einer alten, aufgelassenen Route. Dafür ist Trittsicherheit, Schwindelfreiheit und Kletterfertigkeit zwischen dem I. und II. Grad nötig.

### Winter
Auch im Winter kann der Falzer Kopf im Rahmen einer Skitour bestiegen werden. Routen finden sich sowohl vom Gerachsattel (1752 m) aus in der Nordflanke, als auch in den Südflanken vom Neuhornbachhaus aus. Ein Zugang aus dem Skigebiet Diedamskopf im Westen ist ebenfalls möglich. An der Westflanke befindet sich außerdem ein Sessellift des Skigebiets.

## Galerie

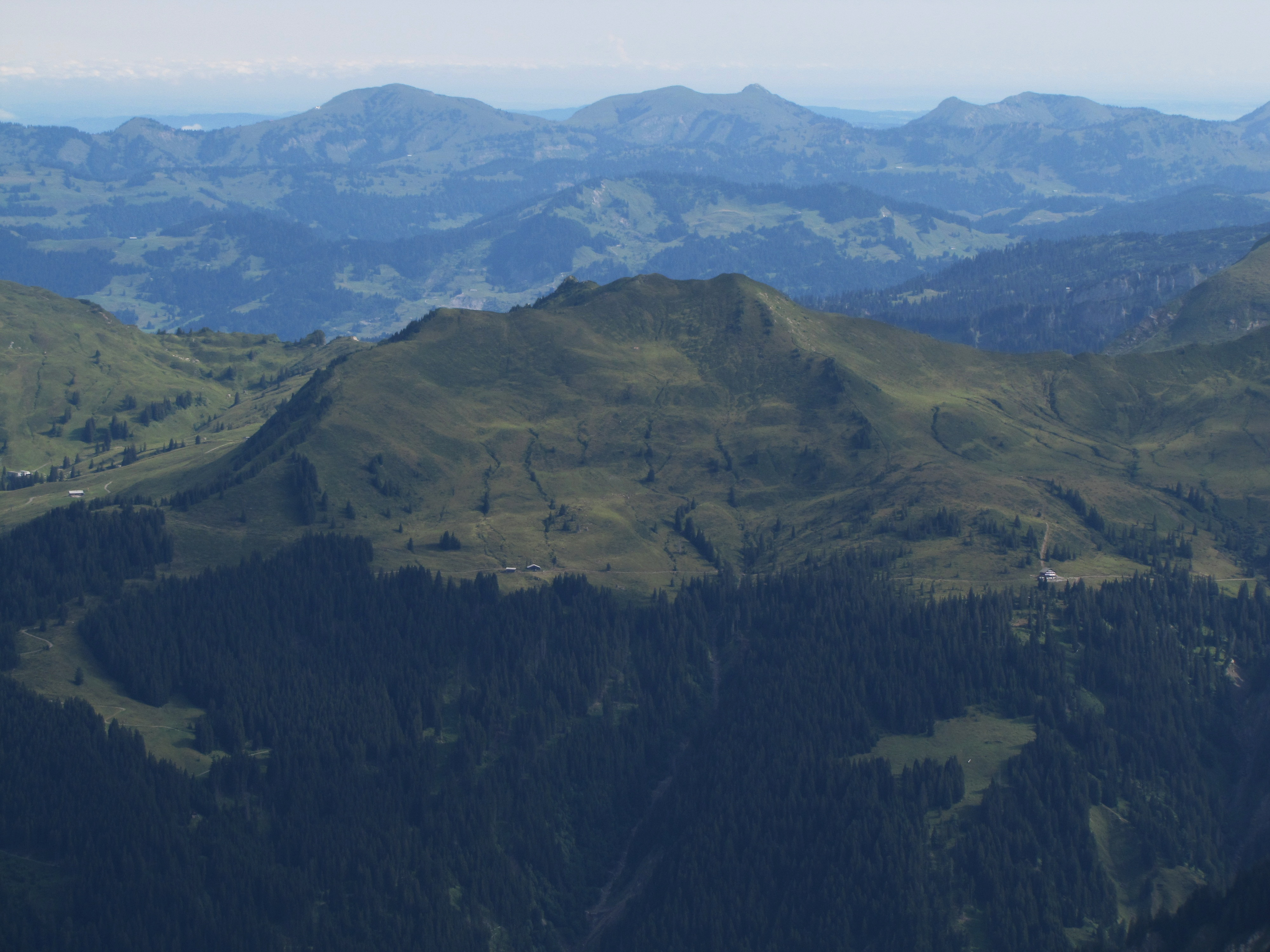
Südseite von der Hochkünzelspitze (2397 m)
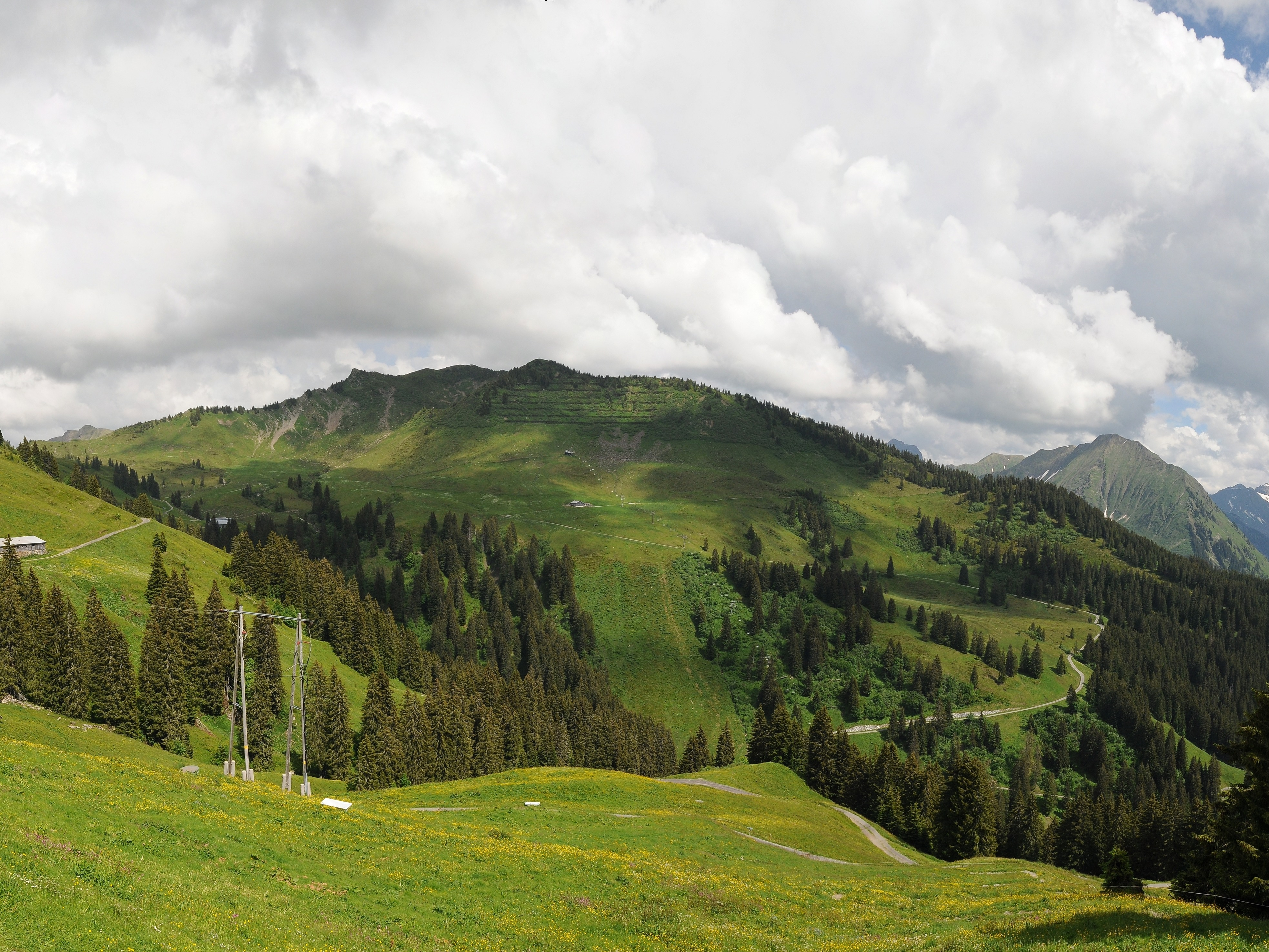
Westflanke mit Sesselbahn
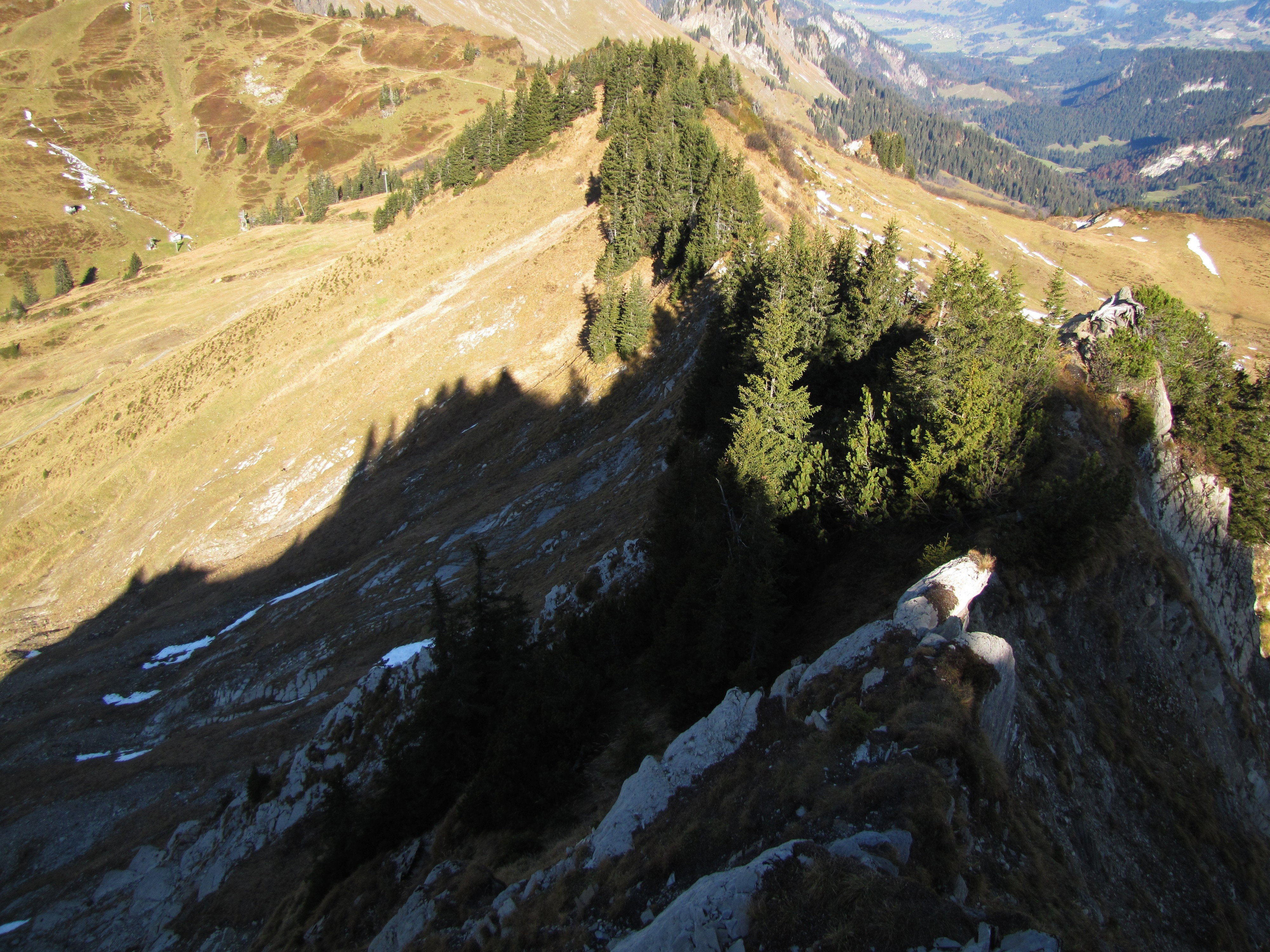
Auf dem Nordgrat
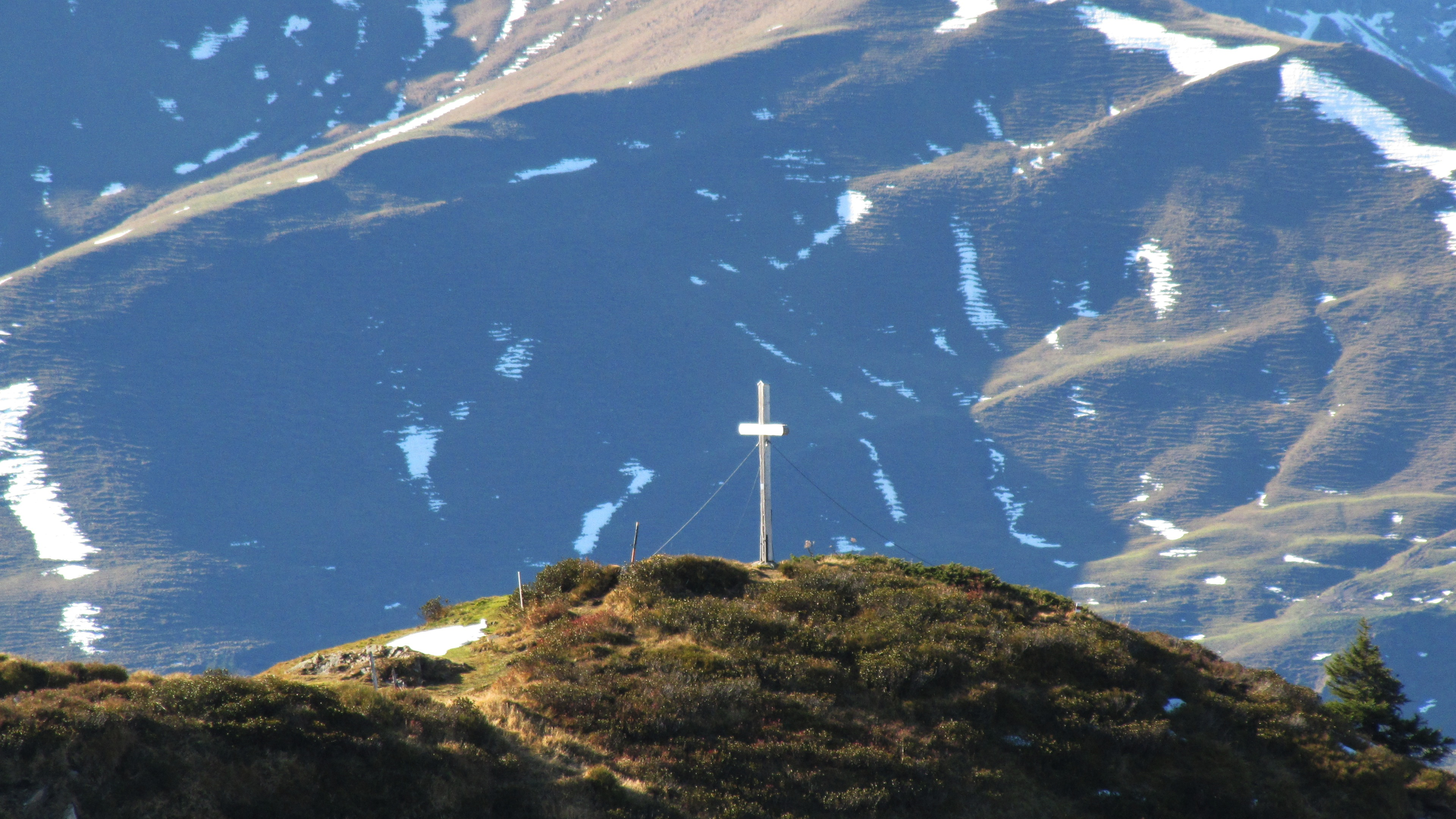
Gipfelkreuz auf Westschulter